# Nela
Nela je ženské křestní jméno, užívané v češtině, slovenštině, chorvatštině a dalších jazycích. Je vykládáno jako zdrobnělá a zkrácená podoba jmen zakončených na -nela, například Antonela, Petronela, nebo podobných Petronila, Kornélie nebo Eleonora. Angličtina, francouzština, němčina a jiné užívají verzi Nelly (Нелли v ruštině).
V českém občanském kalendáři má svátek 2. února.

## Statistické údaje
Následující tabulka uvádí četnost jména v ČR a pořadí mezi ženskými jmény ve srovnání dvou roků, pro které jsou dostupné údaje MV ČR – lze z ní tedy vysledovat trend v užívání tohoto jména:
| Rok       | Četnost    | Pořadí   |
| 1999      | 2670       | 152.     |
| 2002      | 3031       | 143.     |
| Porovnání | o 361 více | o 9 výše |

Změna procentního zastoupení tohoto jména mezi žijícími ženami v ČR (tj. procentní změna se započítáním celkového úbytku žen v ČR za sledované tři roky) je +14,4%, což svědčí o značném nárůstu obliby tohoto jména.
Zdrobněliny jména: Nelinka, Neluška, Nelka, Nelička, Neli, Nelča, Nelísek
Varianty v zahraničí:něm. Nelli, Nelly, rus., maď. Nelli, ital. Nella, angl. Nelly, Nell, Nellie, pol. Nela, Nelly

## Známé nositelky jména
- Nela Boudová – česká herečka
- Nela Eržišnik – chorvatská herečka
- Nelly Gaierová – česká herečka
- Nela Mrázová – česká baletka působící v divadle J.K.Tyla v Plzni

## Jiné významy
- Nela je značka mýdla vyráběného v Povltavských tukových závodech v Nelahozevsi (dnes Unilever).
- V japonštině existuje dívčí jméno Nera neboli Nela (kandži 寧良, hiragana ねら), které znamená "mírná a laskavá".[3] Jelikož Japonci vnímají souhlásky r a l jako totožné, fonologicky se shodují, je lhostejné, zda přepis do latinky je "Nela" či "Nera". Původ tohoto jména je ale samozřejmě jiný, než v evropských jazycích.